# Гребенє
Гребенє (словен. Grebenje) — поселення в общині Рибниця, регіон Південно-Східна Словенія, Словенія.